# Canzoniere di Parigi
Il Canzoniere di Parigi (in portoghese Cancioneiro de Paris) è uno dei quattro canzonieri rinascimentali della musica portoghese del XVI secolo. È una delle importanti fonti di musica secolare del rinascimento iberico e uno dei più vasti della musica secolare rinascimentale portoghese.
Contiene 130 villancicos e cantigas profani. Oltre a questi, 55 composizioni sono polifoniche (2, 3 e 4 voci), mentre le altre 75 hanno soltanto copiata la loro melodia.
Tutti i lavori sono anonimi, ma si sa che alcuni di essi furono composti dal compositore portoghese Pedro de Escobar.